# Euzaleptus minutus
Euzaleptus minutus is een hooiwagen uit de familie Sclerosomatidae.